# 廣田律子
廣田 律子（ひろた りつこ、1957年 - ）は日本の民俗学者。専門は中国民俗学、比較民俗学、民間祭祀芸能。神奈川大学経営学部教授。一般社団法人ヤオ族文化研究所所長。

## 来歴
1957年千葉県生まれ。1981年、早稲田大学教育学部卒業。1986年慶應義塾大学大学院文学研究科修士課程修了。1993年より神奈川大学経営学部中国語専任講師、1995年同助教授、2001年同教授。1997年より2015年まで、大学院歴史民俗資料学研究科教授を兼ねる。2012年、國學院大學より博士 (文学)を授与される。2015年、一般社団法人ヤオ族文化研究所を設立し所長に就任。

## 主要業績

### 単著
- 『鬼の来た道』　玉川大学出版部、1997年、ISBN　9784472098017
- 『アジアの仮面－神々と人間のあいだ－あじあブックス026』　大修館書店、2000年　ISBN　4469231673
- 『中国民間祭祀芸能の研究』　風響社、2011年　ISBN　9784894891746

### 編著
- 『ミエン・ヤオの歌謡と儀礼』　大学教育出版、2016年　ISBN　4864293643

### 共編著
- (後藤淑)『中国少数民族の仮面劇』　木耳社、1991年　ISBN　4839375348
- (余大喜・編集, 王汝瀾・翻訳)『中国漢民族の仮面劇: 江西省の仮面劇を追って』　木耳社、1997年　ISBN　483937676X

### 分担執筆
- 「祭祀儀礼に見る旅―中国湖南省藍山県ヤオ族の通過儀礼を事例として―」『旅のはじまりと文化の生成』大学教育出版編集部編 、大学教育出版、2013年　ISBN　4864291845
- 「中国の仮面と仮面劇」『能面を科学する 世界の仮面と演劇』　神戸女子大学古典芸能研究センター編、勉誠出版、2016年　ISBN　4585270272
- 「国境を越える民族のアイデンティティ―タイ・中国・ベトナムのヤオ族」『大学生のための異文化・国際理解―差異と多様性への誘い』　髙城玲編著、丸善出版、2017年　ISBN　	9784621301258
- 「ミエン・ヤオ族の儀礼における水の功能―中国・ベトナム・タイ広域比較分析の取り組み―」『アジア社会と水』　後藤晃・秋山憲治編著、文眞堂、2018年　ISBN　978-4-8309-4987-6